# Hagymássy Kata
Beregszói Hagymássy Katalin Margit (1560 körül – Mezőtelegd, 1604) Bocskai István felesége.

## Élete
Az előkelő dunántúli nemesi származású beregszói Hagymássy családnak a sarja. Apja beregszói Hagymássy Lestár (fl. 1540–1564), Zala vármegye alispánja 1558. június 30-a és 1564 között, földbirtokos, anyja nemes Chaby Katalin (fl. 1566–1570) volt. Az apai nagyapja beregszói Hagymássy László (fl. 1520–1526), zalaszentgróti várnagy, földbirtokos, akinek a szülei ifjabb beregszói Hagymássy Miklós (fl. 1491–1519), erdélyi alvajda, földbirtokos és tótselymesi Tárczay Lúcia (fl. 1552) voltak. Az anyai nagyszülei Chaby István, földbirtokos és Béri Katalin voltak.
Első férje Varkocs Miklós, az egyik leggazdagabb bihari főúr volt. Amikor a fiatalasszony 1583-ban özvegyen maradt, az erdélyi országgyűlés az akkor huszonhat éves Bocskai Istvánt nevezte ki a fiatal özvegy gyámjául, vagyis neki kellett felügyelni arra, hogy az elhunyt férj rokonsága nehogy kiforgassa vagyonából az ifjú özvegyet. A gyámkodásból szerelem lett, és Bocskai még abban az évben feleségül vette Hagymássy Katát. A házasságnak anyagi haszna is volt. A bihari Bocskai birtokok és a Hagymássy Kata örökségének egyesítésével Bocskai István lett Bihar leggazdagabb főura. Az 1599-ben szerkesztett birtokösszeírás szerint Bihar vármegye adófizető házainak egynegyede a Bocskai birtokon feküdt.

### Gyermeke
Bocskaival kötött házasságába magával hozta első házasságából származó fiát, Varkocs Györgyöt is. Bocskaitól azonban nem született gyermeke. Várkocs Györgynek sem voltak leszármazottai, így vele kihalt a Varkocs család férfiága.

### Halála
Hagymássy Kata 1604-ben Sólyomkő várából Váradra tartva, néhány napra megszállt telegdi rokonainál, ahol hirtelen rosszul lett és meghalt. A telegdi református templom kriptájában temették el nagy pompával. Már nem élhette meg, hogy férjét 1605-ben a szerencsi országgyűlés Erdély és Magyarország fejedelmévé választotta. Halálának 400. évfordulója alkalmából a Magyar Köztársaság és Hajdú-Bihar Megye Önkormányzata mellszobrot állíttatott emlékére a templomkertben.